# Brug 2030
De Margaret Bourke-Whitebrug (Amsterdamse brugnummer 2030) is een bouwkundig kunstwerk in Amsterdam-Oost.
De brug werd in de periode 2018 tot 2021 gebouwd en werd aangelegd om in IJburg het Haveneiland en het Centrumeiland met elkaar te verbinden. Het is een van de zogenaamde buitenwaterbruggen in een serie vaste bruggen die architectenbureau Benthem Crouwel Architects voor die wijk ontwierp. Het brugnummer sluit aan in de eerder gebouwde reeks, maar door de bankencrisis werd de verdere bouw van IJburg vertraagd en zo dus ook van deze brug. De brug overspant een naamloos water dat langs de Wim Noordhoekkade loopt; aan de overzijde ligt de Muiderlaan. In het verlengde ligt de Strandeilandlaan, in 2021 ingericht ter ondersteuning van bouwverkeer. Bij de afbouw van de wijk Strandeiland zal in het verlengde van deze brug de Gerda Tarobrug van dezelfde architecten neergelegd worden.
De brug vertoont dan ook gezien haar korte geschiedenis overeenkomsten met andere bruggen op het eiland, bijvoorbeeld brug 2012. Overeenkomsten zijn te vinden in de gebruikte materialen en enigszins naar binnen staande balustrades en leuningen. Ook de open constructie van de brug lijkt op haar voorgangers. Afwijkend is echter dat deze brug een zwaardere constructie heeft; ze moet in tegenstelling tot andere zwaar vervoer kunnen tillen. Jan Benthem verdeelde de brug in drie vlakken, een centrale rijweg wordt geflankeerd door twee voet- en fietspaden. De bruggen worden getild door vier stalen brugpijlers, die twee aan twee met elkaar verbonden zijn door middel van stalen balken. Boven de waterlijn splitsen die pijlers in vier diagonaal staande steunen waarvan twee voor voet- en fietspaden en twee voor het rijwegdek. Het rijwegdek wordt dus door acht steunen gedragen; de voet- en fietspaden door vier. Op de pijlers staan ook de vier verlichtingskolommen.
Ten tijde van de oplevering was de gracht nog een doodlopend water en lag er ten oosten van de brug een dam waarop de werkplaatsen en wegverbinding. Die dam werd na oplevering afgegraven, in september 2021 staat de brug in open water.    

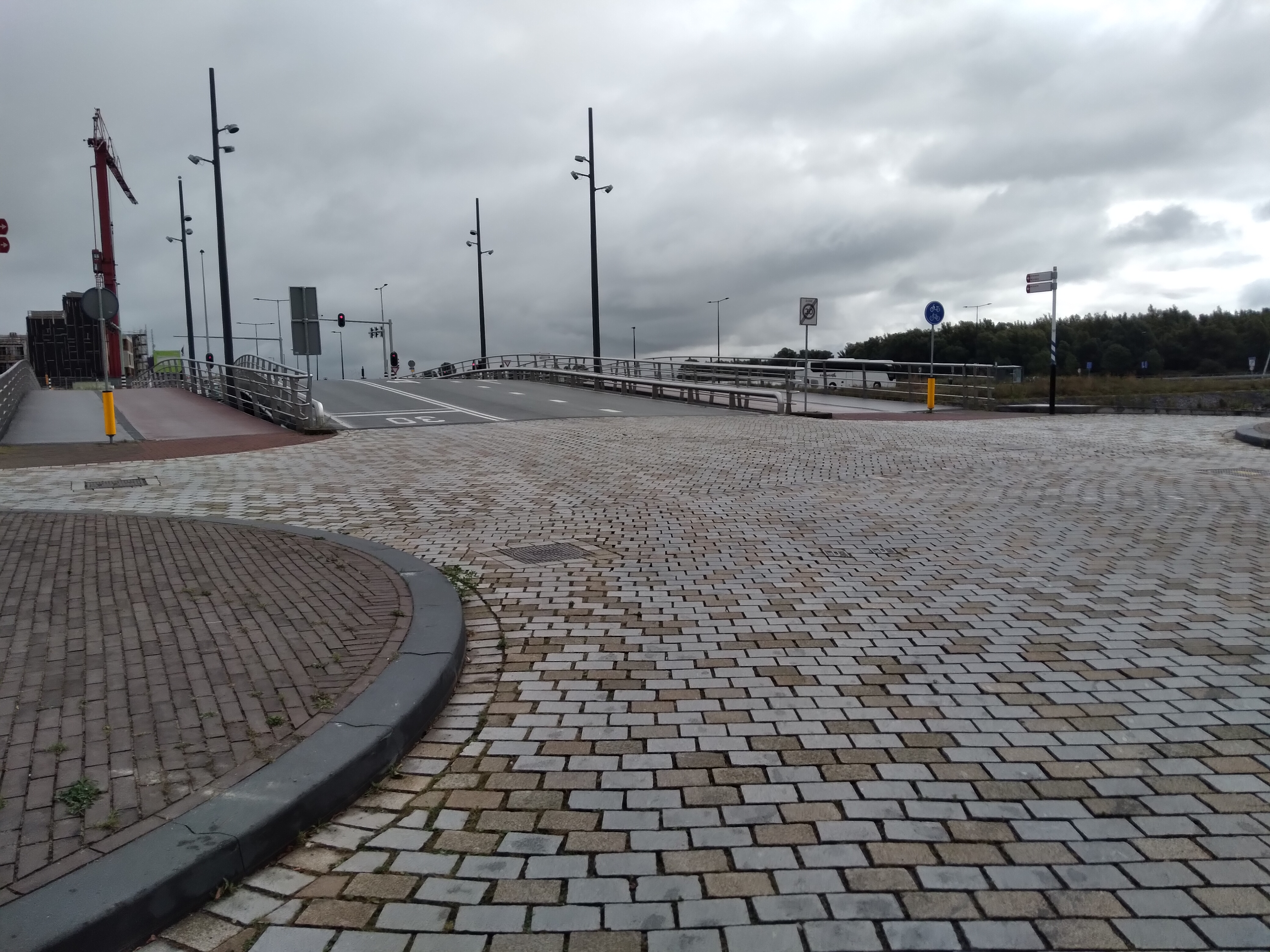
Brug 2030 vanaf Wim Noordhoekkade (september 2021)

<<< · 2000 · 2001 · 2002 · 2003 · 2004 · 2005 · 2006 · 2007 · 2008 · 2009 · 2010 · 2011 · 2012 · 2013 · 2014 · 2015 · 2016 · 2017 · 2018 · 2019 · 2020 · 2021 · 2022 · 2023 · 2025 · 2026 · 2027 · 2028 · 2029 · 2030 · 2031 · 2032 · 2033 · 2034 · 2035 · 2036 · 2037 · 2038 · 2039 · 2040 · 2041 · 2042 · 2043 · 2044 · 2045 · 2046 · 2047 · 2048 · 2050 · 2051 · 2054 · 2060 · 2080 · 2085 · 2086 · 2087 · 2088 · 2089 · 2090 · 2091 · 2092 · 2093 · 2094 · 2095 · 2096 · 2097 · 2098 · 2099
De overige brugnummers waren in januari 2022 (nog) niet bekend; de Uyllanderbrug ligt officieel in Diemen, maar heeft de Amsterdamse nummering 2007.